# Man Ray
Man Ray (születési nevén Emmanuel Radnitzky (esetleg Rudnitzky vagy Rudzitsky) (Philadelphia, Pennsylvania, 1890. augusztus 27. – Párizs, 1976. november 18.) amerikai dadaista és szürrealista képzőművész, divat- és portréfényképész, a dadaizmus és a szürrealizmus egyik meghatározó alakja, az avantgárd fotográfia jeles képviselője. Bár élete során nem sok elismerést kapott, a halála óta eltelt évtizedek alatt hírneve hatalmasat nőtt, 1999-ben az „ARTnews” című amerikai művészeti magazin a 20. század huszonöt legmeghatározóbb művésze közé sorolta.

## Élete, munkássága
Man Ray Dél-Philadelphiában született egy orosz-zsidó emigráns család legidősebb gyermekeként, apja ruhagyári munkás volt. Szüleinek – rajta kívül – még egy öccse és két húga is született. Az utolsó gyermek nem sokkal a család Williamsburgba (Brooklyn, New York) való költözése után, 1897-ben született. Minthogy Emmanuel beceneve „Manny” volt, ebből adódott a keresztneve. Az apa szabóságot nyitott, ahol a gyerekeknek is segíteniük kellett. Az anya a szövetmaradékokból saját tervei alapján, patchwork technikával készített takarókat és más termékeket. A gyerekek próbabábuk, vasalók, varrógépek, tűk, fonalak és szabásminták között nőttek fel. A fiatal Man Rayt szabályosan taszították ezektől a körülmények, bár művészettörténészek ezekre az emlékekre vezetik vissza későbbi kollázs- és festési technikáját (de talán „szöges” talpú vasalóját is, Az ajándék címmel). 1912-ben a Radnitzky család a nevét Ray-re változtatta (Radnitzky). Ennek oka az abban az időben erősödő antiszemitizmus volt.
Man Ray a gyermekkorában erőteljes művészeti és technikai érdeklődést mutatott. 1904-től 1908-ig egy fiúgimnáziumban tanult, ahol megkapta az érdeklődésének megfelelő alapokat. Emellett gyakran járta a különböző múzeumokat, ahol a régi mesterek munkáit tanulmányozta. A gimnázium befejezése után ösztöndíjjal építészetet, majd festészetet tanult. Szüleinek nem volt ínyükre a művészi pálya választása, mindazonáltal átrendezték szerény otthonukat, így Man berendezhetett egy kis műtermet otthon. A következő négy évben ott dolgozott, de pénzt csak reklámrajzolással és műszaki rajzok készítésével tudott keresni. Korai rajzai és festményei a 19. század konszolidált stílusában készültek, bár hamar érdeklődni kezdett az avantgárd művészet iránt is. Ezért gyakran látogatott el Alfred Stieglitz „291” nevű galériájába, ahol gyakran rendeztek kiállításokat modern európai művészek munkáiból, de az amerikai Ashcan iskola realista tagjai is állítottak ott ki. Érdeklődése és szimpátiája ellenére azonban nem tudta saját művészetébe integrálni ezeket az új hatásokat. Szórványosan látogatta a National Academy of Design és az Art Students League tanfolyamait, majd 1912 őszén beiratkozott a Ferrer Schoolba. Ezzel és ekkor indult meg egy gyors fejlődési szakasz a művészetében.
1913 tavaszán rendezték New Yorkban a századelő legfontosabb amerikai kiállítását, az Armory Show-t, amely az európai modern művészet mellett a fő hangsúlyt az amerikai művészet egészének bemutatására fektette. A kiállításon összeismerkedett Marcel Duchamp-mal és Picabiával. Az ő segítségükkel elindította a New York-i dadaista mozgalmat, majd 1920-ban Duchamp és Katherine Dreier közreműködésével a Société Anonime-ot (a modern művészet támogatására). A Show-n látott modern művek mély benyomást tettek rá, és ettől kezdve tevékenysége az absztrakció irányába mozdult el. Már 1916-ban elkészítette fiatalkori fő művét, a Kötéltáncosnő és árnyékait. Más alkalommal festőpisztollyal „festett” fotorealisztikus képeket, aztán meg egyesíteni próbálta a két módszert. Ez a csapongás a technikák és stílusok között jellemző volt az egész tevékenységére: róla tartják azt, hogy ő az a képzőművész, akinek nem volt állandósult stílusa, mindig egyebet akart csinálni, mint mások, vagy akár korábban önmaga.
1921-ben Párizsba utazott, a Montparnasse-on telepedett le, a művészek kedvelt városrészében. Rövidesen összeköltözött a negyed híres modelljével, Kiki de Montparnasse-szal (Alice Prin), aki számos alkotásának a modellje lett (ilyen például az Ingres hegedűje); kapcsolatuk 1929-ig tartott. Számos neves művésszel ismerkedett meg és barátkozott össze: köztük volt Hans Arp, Max Ernst, Joan Miró, Pablo Picasso, André Breton, Louis Aragon, Philippe Soupault vagy épp Paul Éluard, akik bevonták az akkoriban bontakozó szürrealista mozgalomba. Ekkoriban született metronómjai sorában az első, az Elpusztítani való tárgy (1923). A megélhetés vitte rá a fotózásra; előbb barátai festményeit dokumentálta, majd portrékat készített. Fényképeivel divatba jött, olyannyira, hogy rövidesen már divatfotókat is készített. Fotói különlegesek voltak: nem csupán a téma beállításával és megvilágításával érte el a kívánt hatást, hanem a nagyítások kidolgozásakor is speciális technikákat alkalmazott. Gyakran filmkockákat másolt egymásra, máskor szolarizációs hatást ért el, vagy torzította a képeit. Ezzel a tevékenységével megújította a művészi fotót, és számos követőre talált. Szürrealista festményein meglepő összeállítást alkalmazott. Az Idő megfigyelőállomása című képén például két hatalmas ajak van a bárányfelhős égen, alul a fűben egy női akt fekszik, mellette sakkasztal. 1938-ban készült La Fortune című képén egy gigantikus méretű biliárdasztal nyúlik az ég felé, amin élénk piros, sárga, kék, zöld színű felhők úsznak.

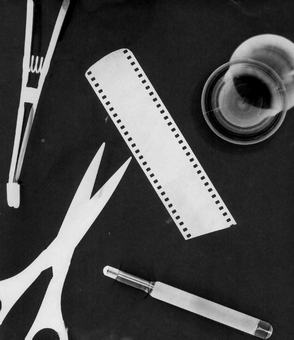
Man Ray egy rayogramja

Párizsban, 1922-ben készítette el az első „rayogram”-ot, az absztrakt fotó, a fotogram általa készített változatát (a saját nevét illesztette a szóba). Ebben (1929-től) új szerelme, Lee Miller, szürrealista fényképész is segédkezett és modellkedett neki. A fotogramok, vagy Man Ray szóhasználatában a rayogramok készítésekor nem használtak fényképezőgépet, hanem különböző tárgyakat helyeztek a fényérzékeny fotópapírra (esetleg filmre), és azt megvilágítva alakították ki a képet. 1933-ban Méret Oppenheim, az extravagáns szürrealista művésznő áll modellt neki. Az együttműködés eredménye egy sorozat aktfotó volt (például az Erotique voilée).
Man Ray a mozgófilmmel is megpróbálkozott, hat filmet készített. 1923-as kétperces filmjében, a Le Retour à la Raisonban Kiki de Montparnasse-t fényképezte. Az 1926-ban készült szürrealista filmjében (Emak Bakia, baszk cím, magyarul Hagyj magamra) a fotóinál alkalmazott különleges módszereket alkalmazta. Filmjeit, amelyek hosszúsága az 1–2 perctől a legfeljebb 20 perces hosszúságig terjedt, ő fényképezte és rendezte. Segédkezett Marcel Duchamp és Fernand Léger szürrealista-dadaista filmjeinek elkészítésében is (Anemic Cinema, illetve Ballet Mecanique). Feltűnt művészfilmen is: René Clair Entr’acte című filmjében egy rövidke jelenetben Duchamp-mal sakkozik.

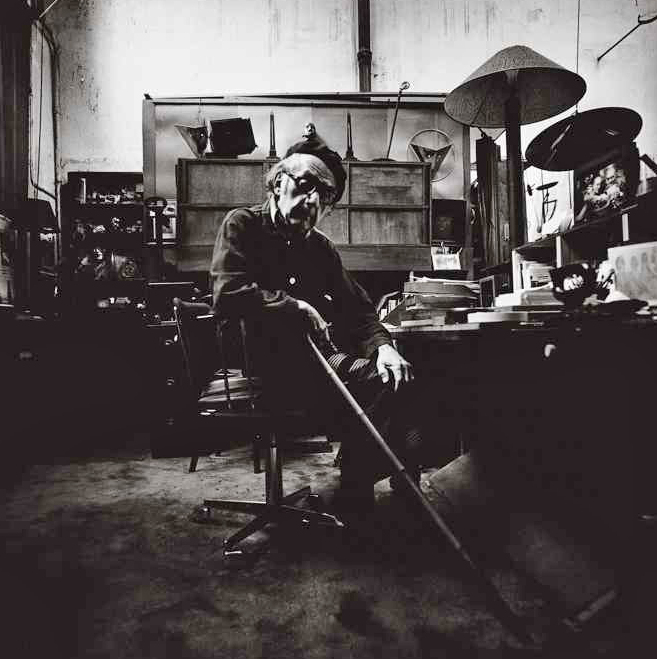
A 85 éves Man Ray Párizsban

Ray 1940-ig maradt Párizsban, ekkor – a közeledő második világháború miatt – hazautazott Amerikába. Los Angelesben telepedett le, és itt lakott 1951-ig. Röviddel hazaérkezése után ismerkedett meg Juliet Browner táncosnő-modellel, akit 1946-ban feleségül vett. Az esküvő kettős esküvő volt, ugyanekkor házasodott össze Max Ernst és Dorothea Tanning is. Juliet is sok képének modellje lett. 1951-ben visszatért Párizsba, és erőteljesen leegyszerűsített absztrakt műveket készített. „Művészete sokféle szemléletről tanúskodik. Tulajdonképpen sohasem törekedett arra, hogy egyéni stílusa legyen. Megelégedett ennyivel: »amennyire lehet, elkerülni mások stílusát, s mindenekelőtt kiküszöbölni saját magunkat. Olyannyira, hogy minden egyes kép vagy legalábbis minden sorozat valami egész más legyen, mint az előbbi munkák.«” Man Ray számos kötetben tette közzé fotóit a pályafutása során, részben társszerzőkkel. Az elsőt Tristan Tzarával közösen jelentette meg 1922-ben. 1963-ban kiadta önéletrajzi kötetét Önarckép címmel. 1976-ban halt meg, a Montparnasse-i temetőben nyugszik közös sírban 1991-ben elhunyt feleségével.